# Renský rajón
Renský rajón (ukrajinsky Ренійський район) byl rajón v Oděské oblasti na Ukrajině. Hlavním městem byl Reni a rajón měl přibližně 36 tisíc obyvatel. 

## Sídla v rajónu
- Reni